# فادية الفرحاني
فادية الفرحاني هي لاعبة تايكوندو تونسية وُلدت في 5 فبراير 1996، ومثلت تونس في دورة الألعاب العربية عام 2011 في منافسات الوزن أقل من 46 كيلوغرام للسيدات.

## المشاركات والميداليات
شاركت فادية الفرحاني للمرة الأولى في بطولة أفريقيا للتايكوندو للناشئين في عام 2009، وحصلت منها على الميدالية الفضية في منافسات الوزن أقل من 42 كيلوغرام للسيدات، ثُمّ شاركت في البطولة مرة أخرى في العام التالي، ونجحت في إحراز الميدالية الذهبية في منافسات الوزن أقل من 42 كيلوغرام للسيدات. وفي العام التالي شاركت فادية الفرحاني في دورة الألعاب العربية التي أقيمت في مدينة الدوحة بقطر حيث حصلت على الميدالية البرونزية في منافسات الوزن أقل من 46 كيلوغرام للسيدات، كما شاركت في عام 2015 في دورة الألعاب الإفريقية التي أقيمت في مدينة برازافيل بجمهورية الكونغو برازافيل حيث تمكنت من إحراز الميدالية الفضية في منافسات الوزن أقل من 46 كيلوغرام للسيدات. ويوضح الجدول التالي أهم المُسابقات والبطولات التي شاركت فيها فادية الفرحاني، وأبرز الميداليات والألقاب التي حققتها في البطولات والمسابقات المختلفة: 
| العام | المسابقة                                  | المكان                             | المنافسات                                | الترتيب/الميدالية                   | ملاحظات |
| ----- | ----------------------------------------- | ---------------------------------- | ---------------------------------------- | ----------------------------------- | --- |
| 2009  | بطولة أفريقيا للتايكوندو للناشئين         | تونس العاصمة، تونس                 | منافسات الوزن أقل من 42 كيلوغرام للسيدات | المركز الثاني (الميدالية الفضية)    | |
| 2010  | بطولة أفريقيا للتايكوندو للناشئين         | طرابلس، ليبيا                      | منافسات الوزن أقل من 42 كيلوغرام للسيدات | المركز الأول (الميدالية الذهبية)    | |
| 2011  | دورة الألعاب العربية                      | الدوحة، قطر                        | منافسات الوزن أقل من 46 كيلوغرام للسيدات | المركز الثالث (الميدالية البرونزية) | حققت المركز الثالث في البطولة بالتساوي مع اللاعبة المغربية نعيمة نادر                                               |
| 2013  | بطولة العالم للتايكوندو                   | بويبلا، المكسيك                    | منافسات الوزن أقل من 46 كيلوغرام للسيدات | المركز الثالث (الميدالية البرونزية) | [ 4 ] |
| 2013  | البطولة العربية لناشئي وناشئات التايكوندو | عمان، الأردن                       | منافسات الوزن أقل من 46 كيلوغرام للسيدات |                                     | [ 5 ] |
| 2014  | بطولة افريقيا للتايكوندو                  | تونس العاصمة، تونس                 | منافسات الوزن أقل من 46 كيلوغرام للسيدات | المركز الأول (الميدالية الذهبية)    | [ 6 ] |
| 2014  | بطولة الفجر الدولية                       | إيران                              | منافسات الوزن أقل من 48 كيلوغرام للسيدات | المركز الأول (الميدالية الذهبية)    | |
| 2014  | دورة قرطاج الدولية                        | قرطاج، تونس                        | منافسات الوزن أقل من 46 كيلوغرام للسيدات | المركز الأول (الميدالية الذهبية)    | [ 7 ] |
| 2015  | دورة الألعاب الإفريقية                    | برازافيل، جمهورية الكونغو برازافيل | منافسات الوزن أقل من 46 كيلوغرام للسيدات | المركز الثاني (الميدالية الفضية)    | |
| 2016  | بطولة أفريقيا للتايكوندو                  | بورسعيد، مصر                       | منافسات الوزن أقل من 46 كيلوغرام للسيدات | المركز الأول (الميدالية الذهبية)    | [ 8 ] |
| 2016  | بطولة قطر الدولية للتايكوندو              | الدوحة، قطر                        | منافسات الوزن أقل من 46 كيلوغرام للسيدات | المركز الأول (الميدالية الذهبية)    | [ 9 ] |
| 2016  | بطولة الأقصر للتايكوندو                   | الأقصر، مصر                        | منافسات الوزن أقل من 46 كيلوغرام للسيدات | المركز الأول (الميدالية الذهبية)    | احتلت المركز الأول في البطولة بعد فوزها على اللاعبة الأردنية إيمان العضايلة بنتيجة 3-1                              |
| 2017  | دورة ألعاب التضامن الإسلامي               | باكو، أذربيجان                     | منافسات الوزن أقل من 46 كيلوغرام للسيدات | المركز الثالث (الميدالية البرونزية) | احتلت المركز الثالث بعد هزيمتها أمام اللاعبة الاندونيسية فجرين ذيان بنتيجة 6-14                                     |
| 2017  | كأس رئيس الاتحاد الدولي للتايكوندو        | أغادير، المغرب                     | منافسات الوزن أقل من 46 كيلوغرام للسيدات |                                     | [ 12 ] |
| 2017  | بطولة العالم للتايكوندو                   | موجو، كوريا الجنوبية               | منافسات الوزن أقل من 46 كيلوغرام للسيدات |                                     | خرجت من الدور ربع النهائي بعد هزيمتها أمام اللاعبة الكورية سيمغاي يونغ المصنفة في المركز الرابع عالميا بنتيجة 15-5. |
| 2018  | بطولة افريقيا للتايكوندو                  | أغادير، المغرب                     | منافسات الوزن أقل من 46 كيلوغرام للسيدات | المركز الثالث (الميدالية البرونزية) | [ 15 ] |
| 2018  | بطولة صوفيا الدولية المفتوحة للتايكوندو   | صوفيا، بلغاريا                     | منافسات الوزن أقل من 46 كيلوغرام للسيدات | المركز الثالث (الميدالية البرونزية) | [ 16 ] [ 17 ] |
| 2019  | دورة الألعاب الإفريقية                    | الرباط، المغرب                     | منافسات الوزن أقل من 46 كيلوغرام للسيدات |                                     | [ 18 ] |
| 2019  | بطولة العالم للتايكوندو                   | مانشستر، المملكة المتحدة           | منافسات الوزن أقل من 46 كيلوغرام للسيدات | لم تتأهل                            | خرجت من الدور الاول للبطولة بعد هزيمتها امام اللاعبة الايطالية صوفيا زمبيتي                                         |
| 2019  | بطولة الفجر الدولية                       | كيش، إيران                         | منافسات الوزن أقل من 46 كيلوغرام للسيدات | المركز الثاني (الميدالية الفضية)    | احتلت المركز الثاني بعد هزيمتها في المباراة النهائية أمام اللاعبة الايرانية مريم ملكوت بنتيجة 10-14                 |
| 2019  | دورة هامبورغ الدولية                      | هامبورغ، ألمانيا                   | منافسات الوزن أقل من 46 كيلوغرام للسيدات | المركز الأول (الميدالية الذهبية)    | |